# Angaracris nigrimarginis
Angaracris nigrimarginis är en insektsart som beskrevs av Zheng, Z. och G. Ren 1993. Angaracris nigrimarginis ingår i släktet Angaracris och familjen gräshoppor. Inga underarter finns listade i Catalogue of Life.